# كينت سمول
كينت سمول (بالإنجليزية: Kent "Smallzy" Small)‏ هو مقدم برامج إذاعية أسترالي، ولد في 16 أبريل 1984 في سيدني في أستراليا.